# Трутнов (район)
Район Трутнов (чеш. Okres Trutnov) — один из 5 районов Краловеградецкого края Чехии. Административным центром является город Трутнов. Площадь составляет 1 146,78 км², население — 122 351 человек (плотность населения — 106,69 человек на 1 км²). Район состоит из 75 населённых пунктов, в том числе из 12 городов.

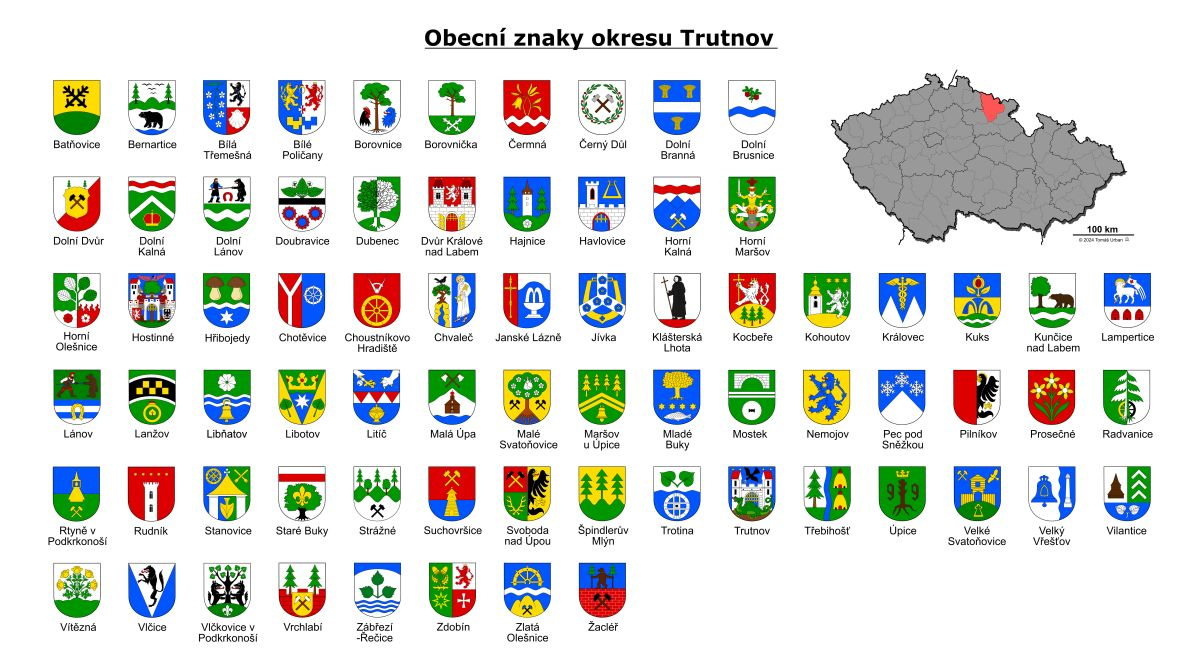
Населённые пункты района Трутнов